# Daniel Ginczek
Daniel Ginczek est un footballeur allemand né le 13 avril 1991 à Arnsberg. Il est actuellement attaquant au MSV Duisbourg.

## Biographie

### Borussia Dortmund
Dans la saison 2007-08, il était le meilleur buteur du championnat U-17. En 25 matchs, il a marqué 26 buts. Dans l'équipe nationale U-18, Ginczek a marqué trois buts en six matchs, il a également pris part à sept matchs de l'équipe nationale U-19, marquant une fois.  Depuis la saison 2008-09 il jouait pour les réserves de Borussia Dortmund. Il a fait ses débuts dans le football professionnel le 28 juillet 2009 lors d'un match nul 0-0 contre l'équipe de réserve de l'Eintracht Braunschweig. En 2010, Ginczek été promu à la première équipe Borussia Dortmund.

### VfL Bochum prêt
Le 10 juin 2011, Ginczek rejoint Bochum en prêt jusqu'à la fin de la saison 2011-12. Il a marqué son premier but dans une victoire de 1-0 face au FSV Francfort le 22 juillet de 2011.

### FC St. Pauli prêt
En juin 2012, Ginczek rejoint St. Pauli en prêt jusqu'à la fin de la saison 2012-13. Il a marqué son premier but lors de la 77e minute lors d'une victoire à l'extérieur 3-0 contre l'Offenburger FV en Coupe d'Allemagne, le 18 août 2012. Il est devenu un joueur clé, marquant 18 buts en 31 matchs.

### 1. FC Nürnberg
Le 3 juin 2013, Ginczek accepte de jouer en Bundesliga avec le FC Nuremberg pour un montant de 1,5 million, il signe un contrat de trois ans.

### VfB Stuttgart
Pour la saison 2014-15 il signe à VfB Stuttgart. Il marque plusieurs buts et réussi ses débuts avec son nouveau club. Il fait une deuxième partie de saison plutôt satisfaisante et a un rôle décisif dans le maintien en Bundesliga de son équipe.

### Carrière internationale
Ginczek a joué pour l'Allemagne U17, U18 Allemagne, l'équipe nationale U19 Allemagne, l'équipe nationale U21 Allemagne.

### Palmarès
- VfB Stuttgart :
  - Champion de 2. Bundesliga en 2017